# Трістрам Гант
Трістрам Джуліан Вільям Гант (англ. Tristram Julian William Hunt; нар. 31 травня 1974, Кембридж, Англія) — британський політик-лейборист, член парламенту з 2010 і тіньовий Міністр освіти з 2013.
Він навчався у Кембриджському університеті, був науковим співробітником Чиказького університету. Після участі у кампанії на виборах 1997 року, він став спеціальним радником Міністра науки, працював молодшим науковим співробітником Центру історії та економіки Королівського коледжу у Кембриджі і старшим науковим співробітником Інституту суспільно-політичних досліджень.
Між 2001–2010, Гант поєднував посаду старшого викладача британської історії Коледжу королеви Мері Лондонського університету з роботою на BBC і Channel 4. Протягом цього періоду, Трістрам також працював піклувальником Національного меморіального фонду спадщини, Лотерейного фонду спадщини та Мозкового центру міста.
Він є довіреною особою History of Parliament Trust і співробітником Королівського історичного товариства.